# Tam tam i tu
Tam tam i tu – album zespołu Voo Voo nagrany w konwencji "małego Wu Wu" z kompozycjami przeznaczonymi dla dzieci. Słowa utworów podobnie jak na albumie Małe Wu Wu są autorstwa Jerzego Bielunasa.
Pod względem muzycznym płyta jest jeszcze bardziej zróżnicowana niż Małe Wu Wu, można na niej usłyszeć akcenty muzyki hiszpańskiej, chińskiej, armeńskiej i irlandzkiej. Album nie odniósł sukcesu komercyjnego na miarę swojego poprzednika ale lider Voo Voo Waglewski twierdzi iż z wielu pomysłów na tym albumie jest bardziej dumny niż z utworów z "pierwszej małej płyty".

## Muzycy
- muzykę nagrał zespół Voo Voo w składzie:
  - Mateusz Pospieszalski
  - Jan Pospieszalski
  - Wojciech Waglewski
  - Piotr „Stopa” Żyżelewicz
- oraz
  - Marcin Pospieszalski

- Słowa wszystkich piosenek napisał Jerzy Bielunas
- oraz
  - Karolina Poznakowska
  - Ada Wons
  - Tomek Adamczewski
  - Piotrek Waglewski
  - Kuba Wons
- Śpiewają:
  - Ola Grajkowska
  - Marysia Stokłosa
  - Michał Przybyła
  - Kuba Sojka

## Lista utworów
| 1.  | Podróże po podwórzu              |  |
|     | - Piotr Żyżelewicz – muzyka      |  |
| 2.  | Byki z gramatyki                 |  |
|     | - Wojciech Waglewski – muzyka    |  |
| 3.  | Chiński murek - złote ptaki      |  |
|     | - Mateusz Pospieszalski – muzyka |  |
| 4.  | Małe Reggae                      |  |
|     | - Wojciech Waglewski – muzyka    |  |
| 5.  | Bajka o złotym baranie           |  |
|     | - Wojciech Waglewski – muzyka    |  |
| 6.  | Lenie z Gujany                   |  |
|     | - Jan Pospieszalski – muzyka     |  |
| 7.  | Afryka z klimatyzacją            |  |
|     | - Mateusz Pospieszalski – muzyka |  |
| 8.  | Ballada w kratkę                 |  |
|     | - Wojciech Waglewski – muzyk     |  |
| 9.  | Piosenka na drutach              |  |
|     | - Jan Pospieszalski – muzyka     |  |
| 10. | Wyspy Bożego Narodzenia          |  |
|     | - Wojciech Waglewski – muzyka    |  |